# Ann Mallalieu, Baroness Mallalieu

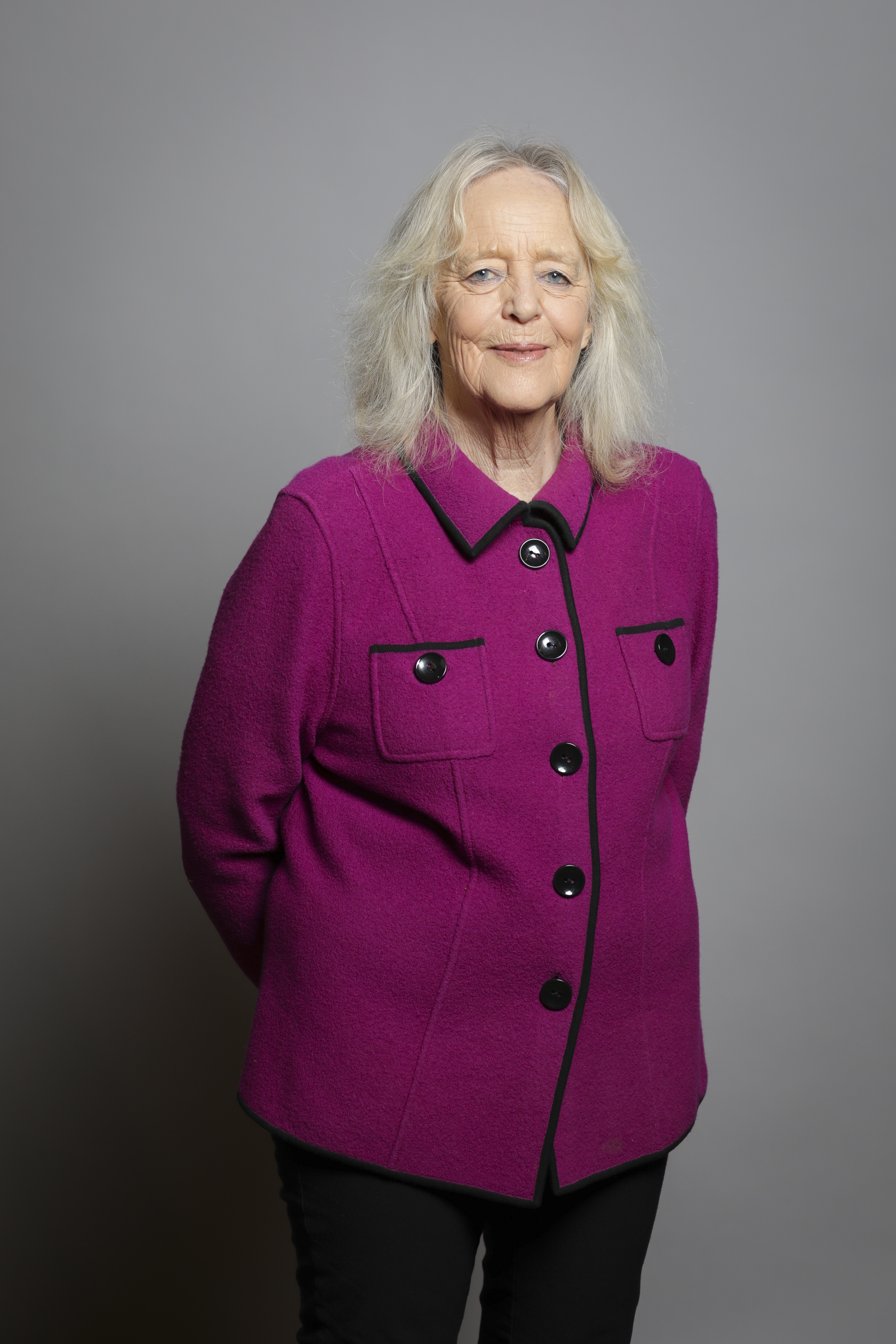
Ann Mallalieu, Baroness Mallalieu

Ann Mallalieu, Baroness Mallalieu QC (* 27. November 1945) ist eine britische Rechtsanwältin, Labour-Politikerin und Präsidentin der Countryside Alliance.
Lady Mallalieu stammt aus einer einflussreichen politischen Familie. Ihr Großvater war Abgeordneter des Wahlkreises Colne Valley für die Liberal Party im House of Commons. Sein Nachfolger war ihr Onkel Lance Mallalieu, der später Labour-Abgeordneter für Brigg war. Ihr Vater Joseph Mallalieu war Labour-Abgeordneter für Huddersfield East.
Sie studierte am Newnham College der Universität Cambridge, wo sie die erste Präsidentin der Cambridge Union Society war.
1991 wurde Mallalieu als Baroness Mallalieu, of Studdridge in the County of Buckinghamshire, zur Life Peeress erhoben und ist dadurch seither Mitglied des House of Lords.
Sie heiratete 1979 Sir Timothy Cassel, 4. Baronet (* 1942); die Ehe wurde 2006 wieder geschieden. Sie haben zwei erwachsene Töchter.
2004 unterstützte sie führend die House of Lords-Opposition zum Verbot der Jagd mit Hunden.
Sie ist Mitglied von Exmoor Hunt und Devon and Somerset Staghounds.